# Élections sénatoriales de 1989 dans les Bouches-du-Rhône
Les élections sénatoriales dans les Bouches-du-Rhône ont eu lieu le dimanche 24 septembre 1998. 
Elles ont eu pour but d'élire les sénateurs représentant le département au Sénat pour un mandat de neuf années.

## Contexte départemental
Lors des élections sénatoriales du 28 septembre 1989 dans les Bouches-du-Rhône, sept sénateurs  ont été élus.
Depuis, tous les effectifs du collège électoral des grands électeurs ont été renouvelés, avec les élections législatives de 1988 dans les Bouches-du-Rhône, les élections régionales françaises de 1986, les élections cantonales de 1986 et 1989 et les élections municipales françaises de 1989.

## Rappel des résultats de 1980
| Tête de liste  | Tête de liste  | Liste          | Voix  | %      | Sièges |  |
| -------------- | -------------- | -------------- | ----- | ------ | ------ |  |
|                | Irma Rapuzzi   | PS             | 1 357 | 59,81  | 5      |  |
|                | Louis Minetti  | PCF            | 502   | 22,12  | 1      |  |
|                | Jean Francou   | UDF-RPR        | 393   | 17,32  | 1      |  |
|                |                |                |       |        |        |  |
| Inscrits       | Inscrits       | Inscrits       | 2 272 | 100,00 |        |  |
| Abstentions    | Abstentions    | Abstentions    | 2     | 0,09   |        |  |
| Votants        | Votants        | Votants        | 2 270 | 99,91  |        |  |
| Blancs et nuls | Blancs et nuls | Blancs et nuls | 1     | 0,04   |        |  |
| Exprimés       | Exprimés       | Exprimés       | 2 269 | 99,87  |        |  |

## Sénateurs sortants
| Sénateur | Sénateur        | Parti | Fonctions lors de l'élection en 1989                                     |
| -------- | --------------- | ----- | ------------------------------------------------------------------------ |
|          | Louis Minetti   | PCF   | Sénateur sortant                                                         |
|          | Irma Rapuzzi    | PS    | Sénatrice sortante, conseillère générale, adjointe au maire de Marseille |
|          | Félix Ciccolini | PS    | Sénateur sortant, maire d'Aix-en-Provence                                |
|          | Charles Bonifay | PS    |                                                                          |
|          | Pierre Matraja  | PS    | Maire de Sausset-les-Pins                                                |
|          | Bastien Leccia  | PS    |                                                                          |
|          | Jean Francou    | UDF   | Sénateur sortant, maire de Salon-de-Provence                             |

## Présentation des candidats
Les nouveaux représentants sont élus pour une législature de 9 ans au suffrage universel indirect par les 2896 grands électeurs du département. 
Dans les Bouches-du-Rhône, les sénateurs sont élus au scrutin proportionnel. 

### Parti communiste français
| N° | Candidats | Candidats          | Parti | Principale fonction                          |
| -- | --------- | ------------------ | ----- | -------------------------------------------- |
| 01 |           | Louis Minetti      | PCF   | Sénateur sortant                             |
| 02 |           | Vincent Porelli    | PCF   |                                              |
| 03 |           | Geneviève Donadini | PCF   | Maire de La Penne-sur-Huveaune               |
| 04 |           | Marcel Ginoux      | PCF   | Maire de Noves                               |
| 05 |           | Francis Pélissier  | PCF   | Conseiller général, maire de La Bouilladisse |
| 06 |           | Georges Rosso      | PCF   | Maire du Rove                                |
| 07 |           | Lucienne Martin    | PCF   | Maire d'Auriol                               |

### Parti socialiste
| N° | Candidats | Candidats              | Parti | Principale fonction                                        |
| -- | --------- | ---------------------- | ----- | ---------------------------------------------------------- |
| 01 |           | Louis Philibert        | PS    | Président du conseil général, maire de Puy-Sainte-Réparade |
| 02 |           | Jacques Siffre         | PS    | Maire d'Istres                                             |
| 03 |           | Jean-François Picheral | PS    | Conseiller général, maire d'Aix-en-Provence                |
| 04 |           | Charles Bonifay        | PS    | Sénateur sortant                                           |
| 05 |           | Jean-Noël Guérini      | PS    | Conseiller général                                         |
| 06 |           | Suzanne Maurel         | PS    | Maire de Gréasque                                          |
| 07 |           | Michel Dary            | MRG   | Conseiller régional                                        |

### Divers gauche
| N° | Candidats | Candidats            | Parti | Principale fonction                                       |
| -- | --------- | -------------------- | ----- | --------------------------------------------------------- |
| 01 |           | Robert Vigouroux     | DVG   | Maire de Marseille                                        |
| 02 |           | André Vallet         | DVG   | Conseiller général, maire de Salon-de-Provence            |
| 03 |           | Jacques Rocca Serra  | DVG   | Adjoint au maire de Marseille                             |
| 04 |           | André Samat          | DVG   | Conseiller régional, conseiller général, maire de Peynier |
| 05 |           | Rolland Amsellem     | DVG   | Adjoint au maire de Marseille                             |
| 06 |           | Robert Patras        | DVG   | Conseiller municipal de Châteaurenard                     |
| 07 |           | Edmonde Charles-Roux | DVG   |                                                           |

### Union de la droite
| N° | Candidats | Candidats          | Parti | Principale fonction                                                      |
| -- | --------- | ------------------ | ----- | ------------------------------------------------------------------------ |
| 01 |           | Jean-Claude Gaudin | UDF   | Député, président du conseil régional, conseiller municipal de Marseille |
| 02 |           | Jean-Pierre Camoin | RPR   | Conseiller régional, maire d'Arles                                       |
| 03 |           | Jean-Pierre Lafond | UDF   | Maire de La Ciotat                                                       |
| 04 |           | Raoul Bonjean      | UDF   | Conseiller régional, maire de Graveson                                   |
| 05 |           | Robert Villani     | RPR   | Conseiller général, conseiller municipal de Marseille                    |
| 06 |           | Andrée Chélini     | UDF   | Maire d'Eguilles                                                         |
| 07 |           | Pierre Penne       | UDF   | Maire de Carry-le-Rouet                                                  |

### Front national
| N° | Candidats | Candidats           | Parti | Principale fonction                   |
| -- | --------- | ------------------- | ----- | ------------------------------------- |
| 01 |           | Jean Roussel        | FN    | Conseiller général                    |
| 02 |           | Jacques Zatarra     | FN    |                                       |
| 03 |           | Philippe Milliau    | FN    |                                       |
| 04 |           | René Jestin         | FN    | Conseiller régional                   |
| 05 |           | Jacqueline Pancrazi | FN    |                                       |
| 06 |           | Joseph Gonzales     | FN    | Conseiller municipal d'Allauch        |
| 07 |           | Patrick Bassot      | FN    | Conseiller municipal de Châteaurenard |

## Résultats
| Tête de liste  | Tête de liste      | Liste          | Voix  | %      | Sièges |  |
| -------------- | ------------------ | -------------- | ----- | ------ | ------ |  |
|                | Robert Vigouroux   | DVG            | 1 038 | 37,35  | 3      |  |
|                | Jean-Claude Gaudin | UDF-RPR        | 735   | 26,45  | 2      |  |
|                | Louis Philibert    | PS-MRG         | 511   | 18,39  | 1      |  |
|                | Louis Minetti      | PCF            | 396   | 14,25  | 1      |  |
|                | Jean Roussel       | FN             | 99    | 3,56   |        |  |
|                |                    |                |       |        |        |  |
| Inscrits       | Inscrits           | Inscrits       | 2 834 | 100,00 |        |  |
| Abstentions    | Abstentions        | Abstentions    | 11    | 0,39   |        |  |
| Votants        | Votants            | Votants        | 2 823 | 99,61  |        |  |
| Blancs et nuls | Blancs et nuls     | Blancs et nuls | 44    | 1,55   |        |  |
| Exprimés       | Exprimés           | Exprimés       | 2 779 | 98,06  |        |  |

### Sénateurs élus
| Sénateur | Sénateur            | Parti |
| -------- | ------------------- | ----- |
|          | Louis Minetti       | PCF   |
|          | Louis Philibert     | PS    |
|          | Robert Vigouroux    | DVG   |
|          | André Vallet        | DVG   |
|          | Jacques Rocca Serra | DVG   |
|          | Jean-Claude Gaudin  | UDF   |
|          | Jean-Pierre Camoin  | RPR   |